# Списак генерала и адмирала ЈНА: Н
Списак генерала и адмирала Југословенске народне армије (ЈНА) чије презиме почиње на слово Н, за остале генерале и адмирале погледајте Списак генерала и адмирала ЈНА.
- Јоже Нагоде (1926—1974) генерал-мајор.
- Станко Налетилић (1916—1991) генерал-потпуковник. Активна служба у ЈНА престала му је 1974. године.
- Коста Нађ (1911—1986) генерал армије. Активна служба у ЈНА престала му је 1976. године. Народни херој.
- Мирко Нахмијас (1918—1974) генерал-мајор.
- Марко Неговановић (1935—2023) генерал-потпуковник. Активна служба у ЈНА престала му је 1992. године.
- Радојица Ненезић (1921—1995) генерал-пуковник. Активна служба у ЈНА престала му је 1981. године. Народни херој.
- Миодраг Нешић (1919—1981) генерал-мајор.
- Предраг Нешовић (1932—2014) генерал-мајор авијације.[б]
- Илија Никезић (1927—2010) генерал-мајор авијације. Активна служба у ЈНА престала му је 1986. године.
- Јово Никић (1936) генерал-мајор.[в]
- Милисав Никић (1924) генерал-потпуковник.
- Момчило Никић (1926) генерал-мајор авијације. Активна служба у ЈНА престала му је 1975. године.
- Шпиро Никовић генерал-потпуковник.
- Војин Николић (1914—1999) генерал-пуковник. Активна служба у ЈНА престала му је 1959. године. Народни херој.
- Драго Николић (1923—1996) генерал-потпуковник.
- Живојин Николић (1911—1990), генерал-мајор. Активна служба у ЈНА престала му је 1961. године. Народни херој.
- Милун Николић (1928—2014) вице-адмирал.
- Милутин Николић (1914) генерал-пуковник. Активна служба у ЈНА престала му је 1959. године. Народни херој.
- Благоја Николић (1927—1987) генерал. Активна служба у ЈНА престала му је 1962. године. Народни херој.
- Гојко Николиш (1911—1995) санитетски генерал-пуковник. Активна служба у ЈНА престала му је 1971. године. Народни херој.
- Мирко Николовски (1938) генерал-мајор.[г]
- Јово Нинковић (1925) генерал-потпуковник. Активна служба у ЈНА престала му је 1981. године.
- Момчило Новковић (1916—1988) вице-адмирал. Активна служба у ЈНА престала му је 1974. године. Народни херој.
- Ђорђе Новосел (1926) генерал-мајор.
- Здравко Новоселић (1933—2005) генерал-потпуковник. Активна служба у ЈНА престала му је 1991. године.
- Мирко Нововић (1917—1997) генерал-потпуковник. Активна служба у ЈНА престала му је 1977. године. Народни херој.